# Shizuka Nakamura
Shizuka Nakamura (中村 静香 Nakamura Shizuka, nascută 9 septembrie 1988, în Uji, Kyoto, Japonia) este un gravure idol și actriță care este reprezentată de Oscar Promotion. Ea a fost un membru în Pretty Club 31 și Teenage Club.